# 2226 Кунітца
2226 Кунітца (2226 Cunitza) — астероїд головного поясу, відкритий 26 серпня 1936 року.
Тіссеранів параметр щодо Юпітера — 3,293.